# Махони, Джон
Чарльз Джон Махо́ни (англ. Charles John Mahoney; 20 июня 1940 — 4 февраля 2018) — англо-американский актёр. Лауреат премии «Тони», а также двукратный номинант на премии «Эмми» и «Золотой глобус». Наибольшую известность ему принесла роль Мартина Крейна в ситкоме «Фрейзер» (1993—2004), а также роли в фильмах «Скажи что-нибудь» (1989), «Бартон Финк» (1991) и «Клуб разбитых сердец: Романтическая комедия» (2000).

## Ранние годы
Махони родился в Блэкпуле, графство Ланкашир. Он был одним из восьми детей в семье. Его отец был пекарем, а мать домохозяйкой. Махони переехал в США, когда ему было 18 лет. Он учился в университете Куинси и университете Западного Иллинойса, где получил степень магистра по английскому языку. В 1970-х годах он преподавал английский язык в университете Западного Иллинойса. Махони также недолгое время служил в Армии США.

## Карьера
Махони был преимущественно известен по работе в театре. Он дебютировал на Бродвее с ролью в постановке «Дом голубых листьев», которая принесла ему премию «Тони». Его прорывом на большом экране стала роль в комедийной драме Барри Левинсона «Алюминиевые человечки», после чего он появился в фильмах «Восьмёрка выбывает из игры» и «Скажи что-нибудь».
Он имел гостевые роли в сериалах «Х. Е. Л. П.», «Весёлая компания» и «Неестественные поиски», прежде чем в 1993 году присоединился к ситкому «Фрейзер». Роль Мартина Крейна, отца главного героя, принесла Махони номинации на премии «Эмми», «Золотой глобус» и «Спутник», а также награду Гильдии киноактёров США, которую он разделил вместе с актёрским составом.
Среди его поздних появлений на экране числятся гостевые роли в сериалах «Пациенты» и «Красотки в Кливленде».

## Личная жизнь
Махони никогда не был женат и не имел детей. Он жил в Ок-Парке, Иллинойс. В середине 1980-х годов у Махони был диагностирован колоректальный рак, который он поборол.
Махони, наряду с Дэвидом Хайдом Пирсом, был крёстным отцом сына Джейн Ливз, их коллеги по сериалу «Фрейзер».

## Смерть

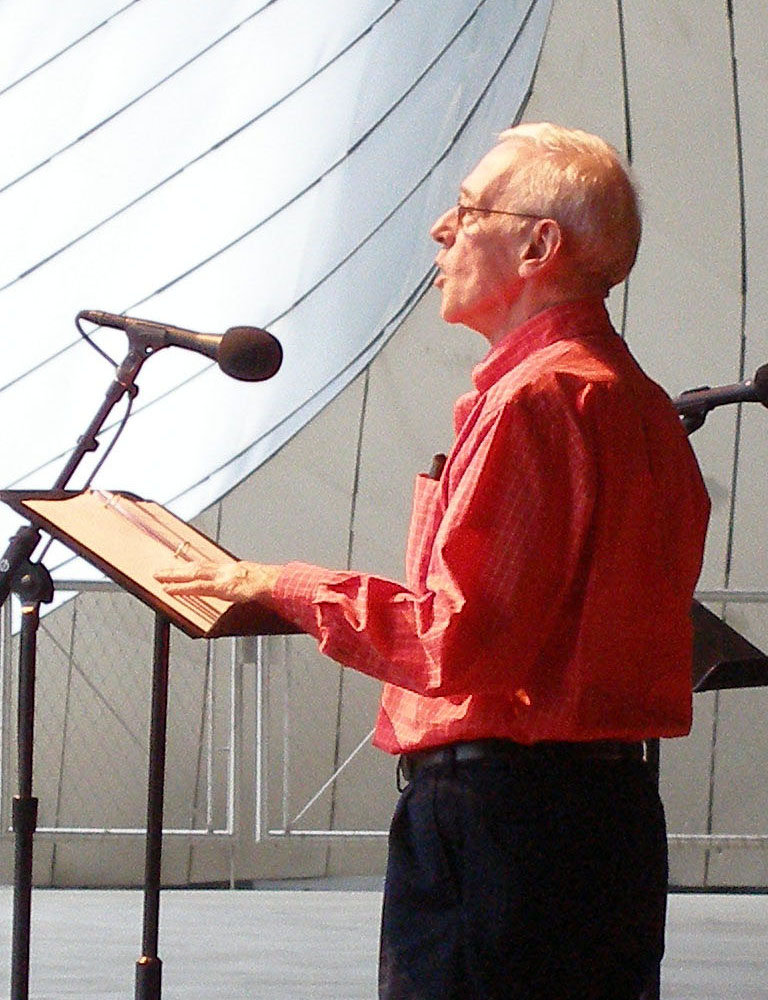
Махони в 2007 году

В 2014 году у Махони была диагностирована опухоль головы и шеи. 4 февраля 2018 года он скончался от рака горла в больнице в Чикаго.

## Избранная фильмография
| Год       |    | Русское название                            | Оригинальное название                     | Роль                      |
| --------- | -- | ------------------------------------------- | ----------------------------------------- | ------------------------- |
| 1986      | ф  | Манхэттенский проект                        | The Manhattan Project                     | подполковник Конрой       |
| 1986      | ф  | Улицы из золота                             | Streets of Gold                           | Линехан                   |
| 1987      | ф  | Алюминиевые человечки                       | Tin Men                                   | Мо Адамс                  |
| 1987      | ф  | Подозреваемый                               | Suspect                                   | судья Мэттью Бишоп Хелмс  |
| 1987      | ф  | Власть луны                                 | Moonstruck                                | Перри                     |
| 1988      | ф  | Неистовый                                   | Frantic                                   | посол Уильямс             |
| 1988      | ф  | Преданный                                   | Betrayed                                  | Коротышка                 |
| 1988      | ф  | Восьмёрка выбывает из игры                  | Eight Men Out                             | Уильям «Кид» Глисон       |
| 1989      | ф  | Скажи что-нибудь                            | Say Anything…                             | Джим Курт                 |
| 1990      | ф  | Русский дом                                 | The Russia House                          | Брейди                    |
| 1991      | ф  | Бартон Финк                                 | Barton Fink                               | Уильям Мэйхью             |
| 1993—2004 | с  | Фрейзер                                     | Frasier                                   | Мартин Крейн              |
| 1994      | ф  | Подручный Хадсакера                         | The Hudsucker Proxy                       | главный редактор «Аргуса» |
| 1994      | ф  | Реальность кусается                         | Reality Bites                             | Грант Габлер              |
| 1995      | ф  | Американский президент                      | The American President                    | Лео Соломон               |
| 1996      | ф  | Первобытный страх                           | Primal Fear                               | Джон Шонесси              |
| 1996      | ф  | Только она единственная                     | She’s the One                             | мистер Фицпатрик          |
| 1998      | мф | Муравей Антц                                | Antz                                      | пьяный комар Гребс        |
| 1999      | мф | Стальной гигант                             | The Iron Giant                            | генерал Рогард            |
| 2000      | ф  | Клуб разбитых сердец: Романтическая комедия | The Broken Hearts Club: A Romantic Comedy | Джек                      |
| 2001      | мф | Атлантида: Затерянный мир                   | Atlantis: The Lost Empire                 | Престон Уитмор            |
| 2003      | мф | Атлантида: Возвращение Майло                | Atlantis: Milo’s Return                   | Престон Уитмор            |
| 2006      | с  | Скорая помощь                               | ER                                        | Беннетт Крей              |
| 2007      | ф  | Влюбиться в невесту брата                   | Dan in Real Life                          | Поппи                     |
| 2009      | с  | Пациенты                                    | In Treatment                              | Уолтер Барнетт            |
| 2010      | ф  | Привет, Джули!                              | Flipped                                   | Чет Данкан                |
| 2011—2014 | с  | Красотки в Кливленде                        | Hot in Cleveland                          | Рой / Расти Бэнкс         |
| 2015      | с  | Война Фойла                                 | Foyle’s War                               | Эндрю Дель Мар            |